# Comuna Abrîkosivka, Camenița
Abrîkosivka (în ucraineană Абрикосівка) este o comună în raionul Camenița, regiunea Hmelnîțkîi, Ucraina, formată din satele Abrîkosivka (reședința) și Korcivka.

## Demografie
Componența lingvistică a comunei Abrîkosivka
     Ucraineană (98,99%)
     Alte limbi (0,84%)
Conform recensământului din 2001, majoritatea populației comunei Abrîkosivka era vorbitoare de ucraineană (98,99%), existând în minoritate și vorbitori de alte limbi.